# Španat
Španat is een plaats in de gemeente Sopje in de Kroatische provincie Virovitica-Podravina. De plaats telt 228 inwoners (2001).